# Proschat Madani

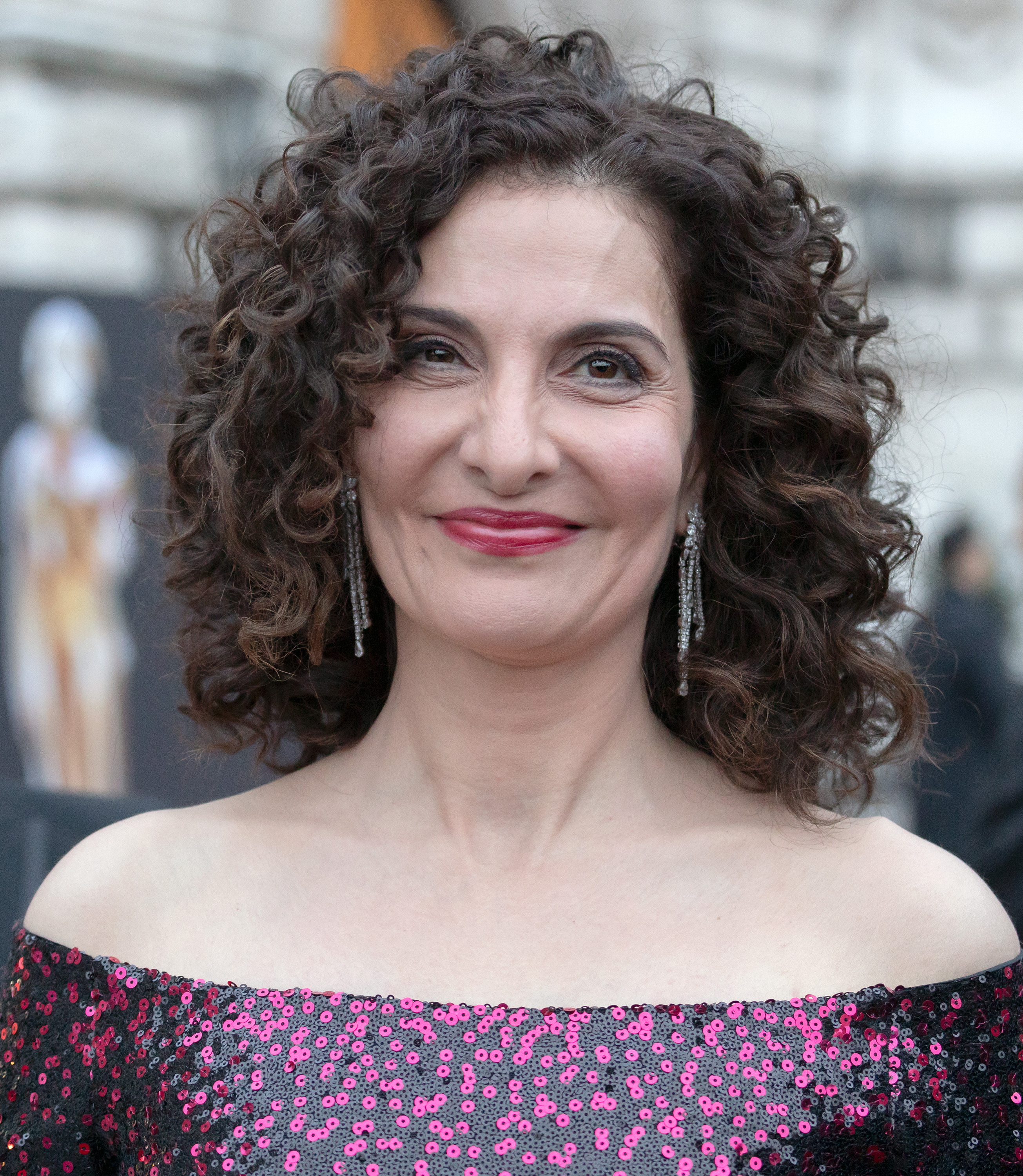
Proschat Madani, 2019

Proschat Madani (* 11. Oktober 1967  in Täbris, Iran) ist eine österreichische Schauspielerin.

## Leben
Im Alter von vier Jahren kam Madani nach Wien, wo sie auch aufwuchs.
Nach diversen Engagements seit 1989 an Theaterbühnen Österreichs, unter anderem an dem Tiroler Landestheater Innsbruck, dem Schauspielhaus Graz, dem Theater Drachengasse, dem Volkstheater Wien und dem Theater in der Josefstadt, absolvierte sie verschiedene Filmrollen im Kino (Indien, Im Winter ein Jahr und Salami Aleikum).
Für das Privatfernsehen, zum Beispiel bei SAT.1, spielte sie in einigen Serien (alphateam, R. I. S. – Die Sprache der Toten) und Fernsehfilmen als Gast- bzw. Nebendarstellerin mit. Ihre bisher bekanntesten und durchgängigsten Rollen in Fernsehserien waren die der Chemikerin Judith Karimi in R. I. S. – Die Sprache der Toten und die der Psychologin Tanja Haffner in der Krimiserie Der letzte Bulle.
Proschat Madani spricht neben Deutsch noch Englisch und Persisch.
Auch wenn sie oft in Serien oder Filmen, wie im Tatort: Familienaufstellung, als Türkin besetzt werde, spiele – nach eigenen Worten – ihre Abstammung nur insofern eine Rolle, als sie aufgrund ihrer Wurzeln „womöglich einen leichteren Zugang zu der orientalischen, muslimischen Kultur“ habe. Proschat Madani lebt in Wien. Sie ist mit dem Regisseur Harald Sicheritz liiert.

## Filmografie

### Filme
- 1993: Halbe Welt
- 1993: Indien
- 1997: Single Bells
- 1998: Ratrace
- 2000: Julia – Eine ungewöhnliche Frau, Staffel 1, Episode 6: Schatten der Vergangenheit als Yasu Öcal
- 2000: Der Hund muss weg
- 2000: O Palmenbaum
- 2005: Bettgeflüster & Babyglück
- 2005: Blackout Journey
- 2005: Die Schrift des Freundes
- 2005: The Search
- 2006: Esperanza
- 2007: Fürchte dich nicht
- 2007: Das zweite Leben
- 2008: Der Amokläufer – Aus Spiel wird Ernst
- 2008: Im Winter ein Jahr
- 2009: Salami Aleikum
- 2009: Der Stinkstiefel
- 2009: Heute keine Entlassung
- 2012: Wir haben gar kein Auto
- 2013: Wir haben gar keinen Trauschein
- 2013: Die Erfinderbraut
- 2013: Bad Fucking
- 2014: Die Mamba
- 2014: Blütenträume
- 2015: Meine allerschlimmste Freundin
- 2018: Morden im Norden – Schwere Zeiten
- 2019: Matula – Tod auf Mallorca
- 2022: Tatort: Ein Freund, ein guter Freund
- 2023: Weihnachtspäckchen ... haben alle zu tragen
- 2024: Cuckoo
- 2024: Sie sagt. Er sagt.
- 2024: What a Feeling
- 2025: Schwesterherz

### Fernsehen

#### Regelmäßige Auftritte
- 2000–2002: Alphateam – Die Lebensretter im OP (Fernsehserie, 55 Folgen)
- 2007–2008: R. I. S. – Die Sprache der Toten, 25 Episoden
- 2010–2013: Der letzte Bulle, 51 Episoden
- 2013–2018: Cop Stories
- 2015–2022: Vorstadtweiber
- 2016–2021, 2023: Morden im Norden
- 2019–2023: Walking on Sunshine

#### Gastauftritte
- 2001: Tierarzt Dr. Engel, Staffel 4, Episode 13, Was für ein Zirkus
- 2002: Medicopter 117 – Jedes Leben zählt, Staffel 5, Episode 3: Plutonium als Natascha
- 2002: Schloßhotel Orth, Staffel 6, Episode 20: Die Auszeichnung als Dagmar Daniels
- 2003: Abschnitt 40, Staffel 2, Episode 8 und 9: Mausefalle und Wiederholungstäter, als Frau Caglümecin
- 2004: Wolffs Revier, Staffel 13, Episode 13: Diplomatie am Ende als Carolina Aquilar
- 2004: Typisch Sophie, Staffel 1, Episode 3: Schöner Schein als Maria von Ehrenfeld
- 2004: SK Kölsch, 6. Staffel, Episode 14: Partnertausch als Andrea Monteri
- 2006: SOKO Kitzbühel, Staffel 5, Episode 6: Blumen für die Diva als Rima Lagou
- 2007: GSG 9 – Ihr Einsatz ist ihr Leben, Staffel 1, Folge 2: Der unsichtbare Feind als Dr. Sander
- 2007: Stadt, Land, Mord!, Staffel 2, Folge 1 und 2: Ein gewaschener Mord und Schief gewickelt als Carla Gern
- 2007: Hallo Robbie!, Staffel 6, Episode 9: Gefahr aus dem Meer als Mariella
- 2009: Tatort – # 721 Familienaufstellung als Mukkades Korkmaz
- 2009: Mordkommission Istanbul, Staffel 1, Folge 2: Mord am Bosporus als Fatma Colak
- 2010: SOKO Donau: Heartbreaker
- 2013: SOKO Leipzig: Gefrorenes Blut
- 2013: Tatort: Zwischen den Fronten
- 2014: Um Himmels Willen, Staffel 13, Folge 11: Gesucht und gefunden als Efgenia
- 2014: Das Traumhotel – Marokko
- 2021: Foundation
- 2022: Tatort: Ein Freund, ein guter Freund
- 2024: SOKO Köln – Die Frau auf dem roten Fahrrad
- 2024: Schnell ermittelt – Linda van Doren

## Werke
- Suche Heimat, biete Verwirrung, Verlagsgruppe Random House GmbH, 2013, ISBN 978-3-641-08560-5

## Auszeichnungen
- 2019: Romy in der Kategorie Beliebteste Schauspielerin Serie/Reihe